# Ден на Обединените нации
Международен ден на Обединените нации (24 октомври). – През 1947 година Общото събрание на Организацията на Обединените нации обяви 24 октомври, годишнината от влизането в сила на Хартата на Организацията на Обединените нации, като ден, който „ще бъде посветен за разясняване и популяризиране всред народите на света на целите и постиженията на Организацията на Обединените нации и за печелене на тяхната подкрепа“ за нейната работа.
През 1971 година Общото събрание на Организацията на Обединените нации прие резолюция, с която обяви деня на Обединените нации като международен празник и препоръча той да се чества като официален (национален) празник от всички държави членки на ООН.